# Caras de Chernoff

Caras de Chernoff para evaluaciones de los juzgados de US

Herman Chernoff es el inventor de las caras de Chernoff en 1973, con las cuales los diversos datos se transforman en caras. Los datos representan ojos, narices, orejas y otras formas de la cara, esta asociación permite rápidamente hacer asociaciones y detectar diferencias.
La idea que subyace al uso de las caras es que los humanos reconocen fácilmente las caras y notan pequeños cambios sin dificultad. Los rostros de Chernoff manejan cada variable de manera diferente. Dado que los rasgos de las caras varían en importancia percibida, debe elegirse cuidadosamente la forma en que las variables se asignan a los rasgos (por ejemplo, se ha comprobado que el tamaño de los ojos y la inclinación de las cejas tienen un peso significativo).